# Paramussardia
Paramussardia är ett släkte av skalbaggar. Paramussardia ingår i familjen långhorningar.
Kladogram enligt Catalogue of Life:
| Paramussardia | \| \| Paramussardia bothai \| \| \| \| \| \| Paramussardia flavoscutellata \| \| \| \| |
|               | \| \| Paramussardia bothai \| \| \| \| \| \| Paramussardia flavoscutellata \| \| \| \| |
|               | Paramussardia bothai                                                                   |
|               |                                                                                        |
|               | Paramussardia flavoscutellata                                                          |
|               |                                                                                        |